# Красный Бор (Минск)
Красный Бор (белор. Красны Бор) — жилой микрорайон Минска в составе Фрунзенского района, «спальный район».

## География
Граничит с районами:
- Запад
- Сухарево
- Каменная горка

## Водная система
Магистральная труба холодной воды (проходит в районе улицы Шаранговича), кроме Красного бора, питает ещё Сухарево, Кунцевщину, Масюковщину.

## Объекты
- Сад-ясли № 149 на 190 мест[4]
- Детский сад «№ 75»
- Аптека «Фитобел № 3»
- Торговый центр «Материк, Строительный гипермаркет»[5]
- Средняя школа № 12 (Скрипникова, 38)[6]
- Гимназия № 31 (Мазурова, 6)
- Библиотека № 4 им. Гоголя (Лобанка, 22)
- Ясли-сад № 17

## Улицы
- Лобанка
- Скрипникова
- Притыцкого
- Одинцова
- Мазурова

## Транспорт
- Автобусы № 11, 30с, 42, 17, 140, 159 (Ст.м. Каменная Горка — Евроопт)
- Троллейбус № 25, 13, 18, 52, 48, 21 (проходит по улицам Одинцова и Скрипникова с 10 марта 2014 года)
- Маршрутное такси № 1212, 1230, 1134, 1191, 1026, 1077.

## Метро
Ближайшая станция метро — Каменная Горка. До 2030 года планируется строительство станции метро Красный Бор. Но станцию могут назвать Виленская. Строительство станции начнут после сдачи пару первых очередей третьей линии метро.

## Микрорайоны
- Красный Бор-I
- Красный Бор-II[7]
- Красный Бор-III (пос. Кунцевщина под снос и застройку)